# تسفي تسور
تسفي تسور ((بالعبرية: צבי צור‏) 17 أبريل 1923 – 28 ديسمبر 2004) كان ضابط إسرائيلي الذي شغل منصب رئيس أركان الجيش الإسرائيلي السادس.
تسور من مواليد مدينة إيزياسلاف في الاتحاد السوفيتي (اليوم أوكرانيا) عام 1923. هاجر إلى فلسطين عندما كان عمره سنتين. في عام 1936، وفي ذروة الثورة الفلسطينية 1936–1939 التحق بالهاغانا من أجل المساعدة في الدفاع عن المستعمرات اليهودية.